# 品川守
品川 守（しながわ まもる、1949年 - ）は、日本の国土交通技官、工学博士、技術士。国土交通省北海道局長として、総合開発計画の策定、行政改革、北海道開発局談合事件への対応にあたるなどした。

## 人物・経歴
北海道小樽市出身。小樽潮陵高校時代は山本真樹夫らとグループサウンズのギターを弾いていた。北海道大学大学院工学研究科土木工学専攻修了後、1976年北海道開発庁入庁。1985年北海道開発局帯広開発建設部治水課長、1988年同局石狩川開発建設部計画課長、1993年同局建設部河川計画課河川企画官など河川行政を長年担当し、北海道開発局河川計画課長や、国土交通省北海道局水政課長を経て、2004年国土交通省北海道開発局石狩川開発建設部長。2005年国土交通省北海道開発局建設部長。2006年には山本隆幸、吉田義一に続き、三代連続となる北海道開発庁出身の国土交通省北海道局長に就任。「地球環境時代を先導する新たな北海道総合開発計画」（2008年7月4日閣議決定、第７期北海道総合開発計画に相当）に尽力。同年に発覚した北海道開発局談合事件では、北海道開発局長に全容解明を指示するなどして対応にあたった。同年国土交通省大臣官房付。2009年退官、特定非営利活動法人公共環境研究機構特別研究員。2012年「石狩川の捷水路とその効果に関する研究」により北海道大学博士（工学）の学位を取得。2013年札幌市中央区に株式会社流域管理研究所を設立し、同社代表取締役に就任。

## 著書
- 新版『捷水路』（山口甲と共著）北海道大学出版会 2022年